# 레고 닌자고: 닌드로이드
《레고 닌자고: 닌드로이드》(Lego Ninjago: Nindroids)는 2014년 발매된 레고 닌자고 액션 어드벤처 게임이다. 헬벤트 게임스에서 개발하여 2014년 닌텐도 3DS, 플레이스테이션 비타용으로 발매되었다. 대한민국에는 한국닌텐도를 통해 2015년 정식발매되었다. 속편 《레고 닌자고: 섀도 오브 로닌》이 이듬해 출시되었다.

## 성우진
- 유리 로언솔, 믹 윙거트 - 제이
- 놀런 노스 - 카이
- 윌리엄 샐리어스 - 마스터 우
- 일라이자 슈나이더 - 니야
- 크리스토퍼 코리 스미스 - 오버로드
- 로저 크레이그 스미스 - 콜
- 안드레 솔리우초 - 센세이 가르마돈, 사이러스 보그
- 캐런 스트래스먼 - 로이드, 픽설
- 마크 톰슨 - 포스트맨